# 聖安德烈區

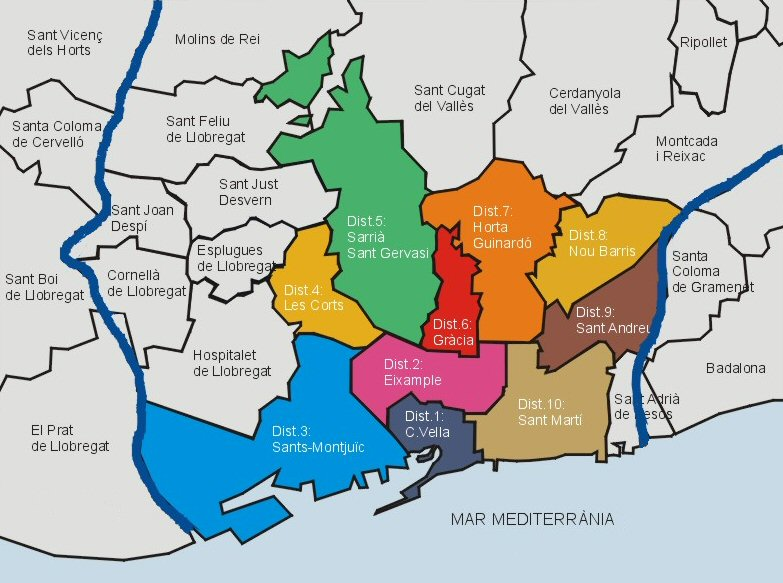
巴塞羅那行政區劃。棕色部分是聖安德烈區

聖安德烈區是巴塞羅那的10個區之一，設立於1984年。聖安德烈區位於巴塞羅那北部，面積653公頃，是巴塞羅那面積第三大區。2005年，聖安德烈區有人口142,598人。

## 外部連結
- Sant Andreu de Palomar council website （页面存档备份，存于）
- Unió Esportiva Sant Andreu （页面存档备份，存于）
- L'Eix comercial de Sant Andreu （页面存档备份，存于）

41°26′10″N 2°11′28″E / 41.43611°N 2.19111°E